# Canedo (Ribeira de Pena)
Canedo é uma povoação portuguesa sede da Freguesia de Canedo do Município de Ribeira de Pena, freguesia com 38,49 km2 de área e 275 habitantes (censo de 2021), tendo, por isso, uma densidade populacional de 7,1 hab./km².
Até 1890 a Freguesia de Canedo pertenceu ao concelho de Boticas. Por decreto de 26/09/1895 passou a fazer parte do concelho (atual município) de Ribeira de Pena.

## Demografia
A população registada nos censos foi:
| Ano  | 0-14 Anos | 15-24 Anos | 25-64 Anos | > 65 Anos |
| 2001 | 71        | 42         | 238        | 156       |
| 2011 | 25        | 37         | 173        | 155       |
| 2021 | 13        | 17         | 112        | 133       |

## Património
- Igreja Paroquial de Canedo;
- Capela da Senhora da Ermida;
- Capela de São João, em Penalonga;
- Capela de Santa Bárbara, em Penalonga;
- Capela de Santa Ana, em Penalonga;
- Capela de Santo Amaro, em Alijó;
- Capela de Santa Bárbara, em Leirós.